# Rhabdoblatta rattanakiriensis
Rhabdoblatta rattanakiriensis är en kackerlacksart som beskrevs av Anisyutkin 1999. Rhabdoblatta rattanakiriensis ingår i släktet Rhabdoblatta och familjen jättekackerlackor.
Artens utbredningsområde är Kambodja. Inga underarter finns listade i Catalogue of Life.